# Джуджев, Стоян
Стоян Стоев Джуджев (болг. Стоян Стоев Джуджев; 6 декабря 1902, Татар Пазарджик, ныне Пазарджик — 17 марта 1997, София) — болгарский музыковед, фольклорист, эсперантист и исследователь болгарской народной музыки.

## Биография
Родился 6 декабря 1902 года в городе Пазарджик. Окончил школу в городе Панагюриште, в 1924 году окончил Государственную музыкальную академию в Софии (обучался у Добри Христова, Стояна Брашованова и Димитра Радева) по специальности дирижёра. Продолжил обучение в парижской Сорбонне, в 1931 году защитил докторскую диссертацию на тему «Ритм и такт в болгарской народной музыке» (болг. Ритъм и такт в българската народна музика). Получил предложение от Рабиндраната Тагора преподавать в Индии, но предпочёл остаться в Болгарии. С 1931 года Джуджев преподавал этнографию, акустику и народную музыку в Государственной музыкальной академии, а также работал дирижёром. С 1937 года — доцент, с 1941 года — профессор музыкальной этнографии и болгарской народной музыки.
В 1954—1974 годах Джуджев руководил кафедрой истории музыки и этномузыкологии в Болгарской государственной консерватории. Занимался работой в области теории болгарской народной музыки, развивал теоретические установки Добри Христова и Васила Стоина. Известными учениками были Иван Качулев, Елена Стоин, Николай Кауфман, Тодор Джиджев и Михаил Букурештлиев. Был членом Всемирной академии эсперанто и являлся одним из 45 эсперантистов, лучше других владеющих этим языком. Являлся последователем идей философа Петра Дынова.
Скончался 17 марта 1997 в Софии.

## Награды
- Лауреат премии Гердера (1978)
- Лауреат Димитровской премии
- Лауреат премии Болгарской академии наук
- Почётный доктор Национальной музыкальной академии

## Работы
- „Българска народна хореография“ (1945)
- „Теория на българската народна музика“ т. I-IV (1954-1961)
- „Музикографски есета и студии“ (1977)[1]